# بابزیا
بابزیا (انگلیسی: Babesia) یک سرده از حبابچه‌داران رنگی است. این تک یاخته‌ها ابتدا توسط باکتریولوژیست رومانیایی بابز کشف شدند. برخی گونه‌های این جنس موجب بیماری بابزیوز می‌شوند.